# Kvarteret Granen

Kvarteret Granen med adresserna Engelbrektsgatan 4 och 6 samt Karl Gustavsgatan 25 i Vasastaden i Göteborg har fastighetsbeteckning Vasastaden 15:17. Byggnaden uppfördes 1892 av byggmästare Anders Johanson och hans son Johan Alfred Forshell, som även ritade huset. Kvarteret är byggnadsminne sedan den 20 december 1999.

## Motivering för beslut om byggnadsminne
Byggnaderna på fastigheten Vasastaden 15:17 är omistliga för stenstadens riksintressanta kulturmiljö, Både exteriört och interiört har stora restaureringsinsatser gjorts med stöd genom bidrag och nära medverkan av Länsstyrelsen. Kvarteret Granens sydöstra del är framträdande i stadsbilden genom läget i korsningen av Engelbrektsgatan och Karl Gustavsgatan, just där tomten för tidigare Nya Elementarläroverket för flickor bildar en öppning i bebyggelsen. Mot denna fria yta åt söder vetter balkongfasaden för Engelbrektsgatan 4. Från gatan ser man hörnpartiet med tornkupol. Takkupornas rader med spiror av zink avtecknar sig mot himlen. Byggnaderna märks i omgivningen genom sin höjd och silhuett. Formen och färgrikedomen är inspirerad av senmedeltida handelsstäder.
Utformningen av exteriören och interiörerna visar  byggherrarnas ambition – särskilt intressant är att sonen Johan Forshell med Engelbrektsgatan 4 verkar vilja överglänsa fadern Anders Johanson i arkitektonisk uttrycksfullhet. Detta är särskilt tydligt, när man jämför interiörernas stuckarbeten.
Göteborg utgör den nordligaste utposten på Sveriges västkust för 1890-talets mångfärgade tegelarkitektur med centrum i nordligaste Tyskland och södra Skandinavien. Fastigheten Vasastaden 15:17 i kvarteret Granens sydöstra del är två väl restaurerade prov på detta byggnadssätt hos ordinära hyreshus i slutna stenstadskvarter. Dessutom visar de olika uttryck för ambitionen hos far och son inom en vanlig byggmästarfamilj. Exteriören och de väl bevarade interiörerna belyser tidens borgerliga arkitekturideal och den uppåtsträvande medelklassens bostadsförhållanden.

## Historik

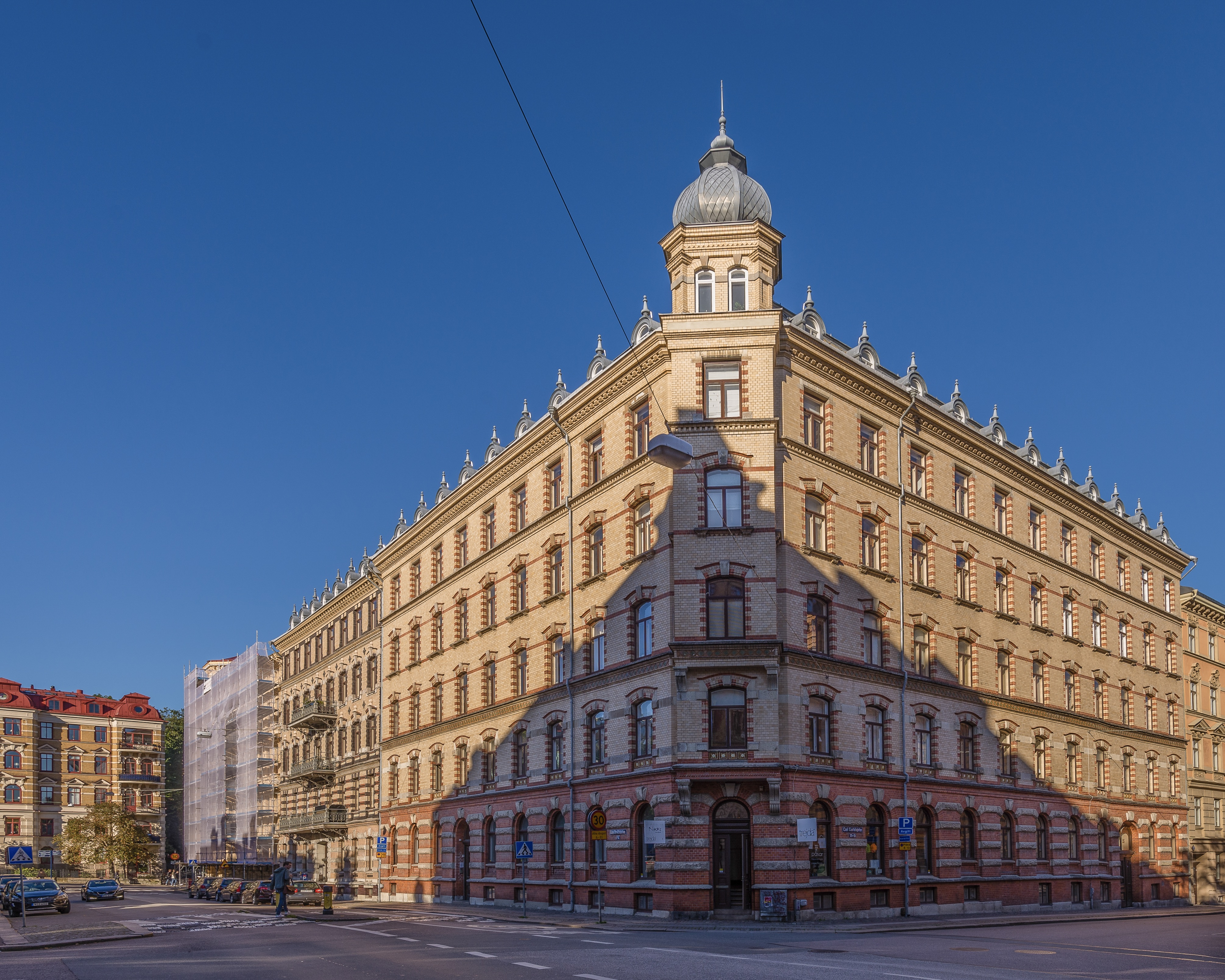
Kvarteret Granen med de två husen Engelbrekts-gatan 4 till vänster och i mitten hörnhuset Engelbrektsgatan 6–Karl Gustavsgatan 25.

Kvarteret Granen på Vasagatans södra sida bebyggdes med 14 ordinära hyresfastigheter 1882–92 på det gamla landeriet Ulriceberg. Byggnadsverksamheten var först koncentrerad till Viktoriagatan och Vasagatan med fyravåningshus och följdes av femvåningshus mot Karl Gustavsgatan–Engelbrektsgatan. Sex fastigheter – uppförda under åren runt 1890 – förenades två och två i ombyggnadsprojekten Granen 1, 2 och 3. Fastigheten Vasastaden 15:17 (f.d. 15:8 och 15:9) bebyggdes sist i kvarteret. Byggnaderna uppfördes 1892 av byggmästare Anders Johanson och hans son Johan A. Forshell. Anders Johanson från Forshälla socken i Bohuslän hade gjort snabb karriär inom byggnadsfacket i Göteborg under 1870- och 80-talen. Han tillhörde de få medelstora byggmästare, som tidigt tog upp konkurrensen med de tyskfödda byggmästarna Philip Jacob Rapp, August Krüger och Joachim Dähn vid nyexploateringen på Hagaheden, de blivande stadsdelarna Vasastaden och Lorensberg. Johan A. Forshell lät 1888 bygga Karl Gustavsgatan 23 för egen räkning. Fyra år senare slog sig far och son ihop och uppförde varsin byggnad på de lediga granntomterna i hörnet av Karl Gustavsgatan och Engelbrektsgatan.  
Göteborgs Bevarandeprogram antogs av Kommunfullmäktige 1976 och omfattade bland annat stenstadsområdet Vasastaden och Lorensberg. De välbevarade, men hårt slitna fastigheterna, förvärvades av det allmännyttiga Bostadsbolaget och utsågs till pilotprojekt för studier av grundförhållanden. År 1987 utsågs Vasastaden-Lorensberg till kulturmiljö av riksintresse och statliga medel satsades i ökad omfattning för att bevara och återställa byggnader i området. De största satsningarna i fråga om restaureringsarbeten gjordes i kvarteret Granen. Bostadsbolaget startade 1989 en ombyggnad av två byggnader, Karl Gustavsgatan 17 och 19 (Granen 1), de fyra återstående byggnaderna överläts därefter två och två till privata intressenter, KB Granen 2 respektive KB Granen 3. Dessa projekterade för ombyggnad i nära samarbete med Länsstyrelsen, som lämnade stöd till byggnadsminnet Kvarteret Granen 3, liksom till Kvarteret Granen 2 (Karl Gustavsgatan 21 och 23). Ombyggnaden genomfördes 1992–95.
De båda byggnaderna på fastigheten Vasastaden 15:17 (Granen 3) hade så allvarliga sättningsskador, att förstärkningar av murstommen måste utföras och vissa fasadpartier demonteras och muras om. Fastigheten hörde till det flertal av stenstadens byggnader från 1890-talet, som "förlorat" sin rika takarkitektur med utsmyckningar i zink, vilka därför rekonstruerades. Invändigt kunde originalinredningen i stort bevaras tack vare att den nya planlösningen är återställningsbar. Detta kunde genomföras med god anpassning till befintliga förhållanden. Särskild omsorg har lagts ner på stuckarbeten i olika rumstyper, dörrar och passagernas skåpsnickerier. Renoverade och nya fönster av originaltyp uppfyller byggnormens krav på reducering av trafikbuller.

## Beskrivning

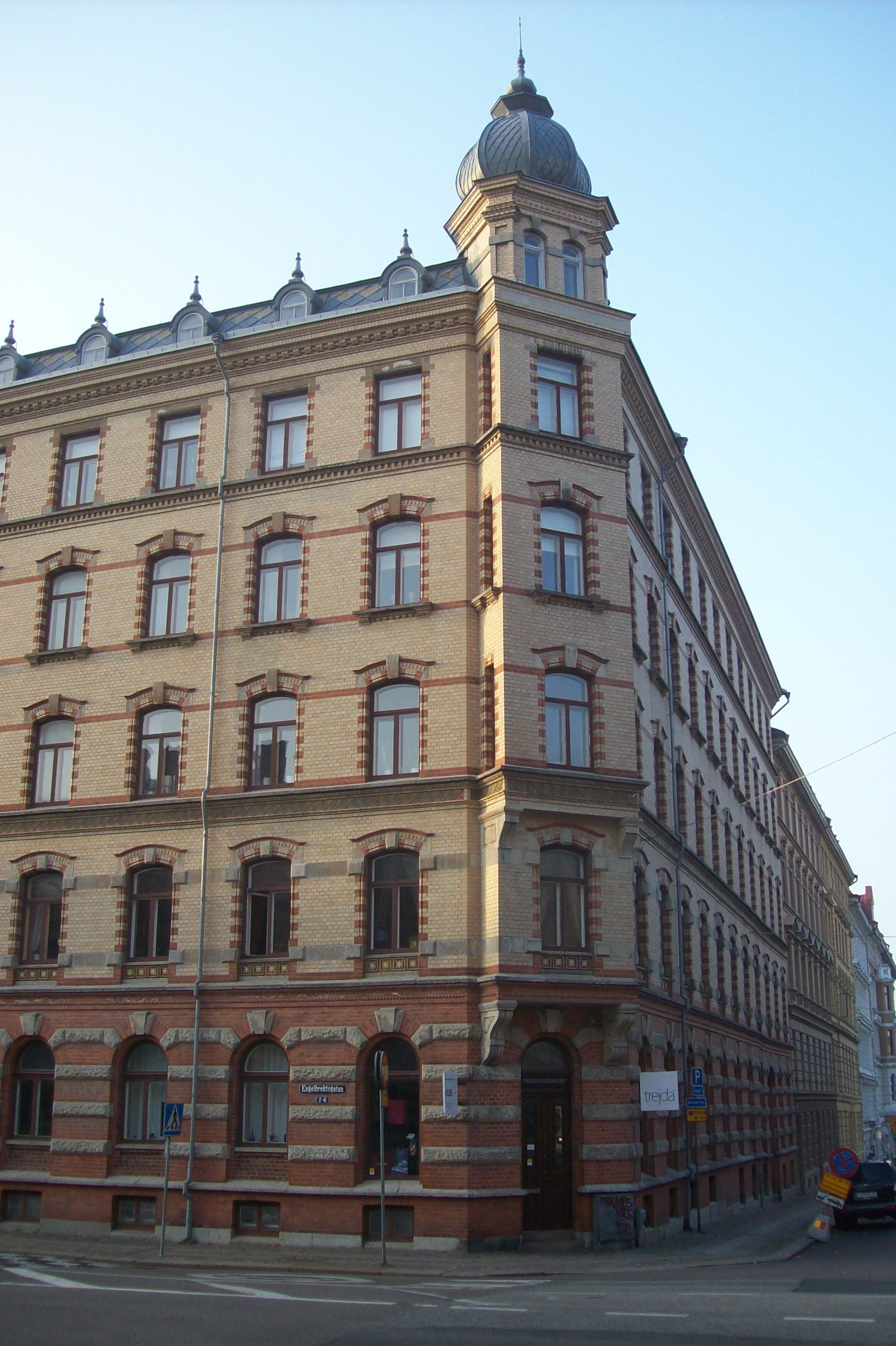
Del av hörnhuset Engelbrektsgatan 6–Karl Gustavsgatan 25.

Kvarteret Granen på Vasagatans södra sida är ett stort slutet stenstadskvartfer, som bebyggdes med 14 ordinära hyresfastigheter 1882-92, på det tidigare landeriet Ulriceberg. Bebyggelsen tillkom enligt tidens stadsbyggnadsprinciper efter kontinentalt mönster med sammanbyggda gatuhus och enkelsidiga gårdsflyglar rygg mot rygg. Gemensamma brandmurar och stängselmurar åtskilde fastigheterna. Fasaderna var modernt utformade mot gatorna, men var enkla mot gårdarna. Dessa omslöts av släta murar i puts eller tegel och var stenlagda - ofta av storgatsten. Spontant tillkom grönska på gårdarna i form av vårdträd och mindre prydnadsplanteringar. Kvarterens bebyggelse är i stort sett väl bibehållen och speglar hyreshusens tekniska och arkitektoniska utveckling under 1880-talet och 1890-talets början i samband med att medelklassen ökade.
De omgivande byggnaderna i kvarteret har cementputsade fasader i nyrenässansstil och flacka sadeltak – typiska för 1880-talet. De 1892 uppförda byggnaderna på fastigheten Vasastaden 15:17 har istället zinkdekorerade mansardtak och är framför allt ett typiskt prov på 1890-talets flerfärgade tegelarkitektur med den i Göteborg rikligt representerade tyska fasadtekniken, "Rohbau", där stommen av murtegel kläddes i förband med maskinpressat förbländertegel, som var en väderbeständig klinker med tunna cementstrukna fogar. Även gårdsmiljön präglas av skillnaden mellan grannhusens ljusa slätputs och de aktuella byggnadernas röda tegel. Johansons hörnhus – Husnummer 1A, Engelbrektsgatan 6/Karl Gustavsgatan 25 – blev mindre påkostat än Forshells  – Husnummer 1B, Engelbrektsgatan 4 – vilket märks i fasader, trapphus och lägenheter.
Numera har byggnaderna till största delen sina ursprungliga utseenden. Vissa delar rekonstruerades vid ombyggnaden 1992–95. Gården är belagd med gatsten och har planteringar med småträd, en sandlåda, bord och parkbänkar samt ett cykelställ under ett skärmtak. Gården nås via portvalv från Karl Gustavsgatan 25 och Engelbrektsgatan 4 samt genom vestibul/trapphus från Engelbrektsgatan 6. Väggarna i portvalv och trapphus är slätputsade och dekorerade med målade väggfält inramade av linjer eller tryckta schablonmönster. I 4:ans portvalv och 6:ans vestibul finns målade bårder med växtmotiv. 
Det mest påkostade trapphuset i 4:an har trappor av gjutjärn med steg av kalksten, avsatsernas golv är lagda i diagonalrutigt mönster av svart och vit klinker. Trappräcken med belysningsstolpar i gjutjärn är bevarade liksom övrig fast inredning som lägenhetsdörrar och snickerier. 6:ans trapphus är mindre och enklare med ledstänger av trä, avsatsernas golv är lagda med klinker i brokiga mönster med blommor och rutor.